# Tetrocycloecia parapelliculata
Tetrocycloecia parapelliculata is een mosdiertjessoort uit de familie van de Cerioporidae. De wetenschappelijke naam van de soort is, als Heteropora parapelliculata, voor het eerst geldig gepubliceerd in 1989 door Taylor, Schembri & Cook.